# Clinch (rivière)
Pour les articles homonymes, voir Clinch.
La Clinch ((en) Clinch River) est une rivière des États-Unis, affluent de la rivière Tennessee et qui fait partie du bassin du fleuve Mississippi, par l'Ohio.

## Parcours
La rivière prend sa source dans le comté de Tazewell à l'ouest de la Virginie. La rivière s'écoule ensuite vers le sud-ouest pour se jeter dans la rivière Tennessee à Kingston.
Deux barrages ont été construits sur la rivière : le barrage Norris et le barrage Melton Hill.

## Principaux affluents
- Powell
- Yellow